# Osamu Taninaka
Osamu Taninaka (* 24. září 1964) je bývalý japonský fotbalista.

## Klubová kariéra
Hrával za Fujita Industries, Tosu Futures.

## Reprezentační kariéra
Osamu Taninaka odehrál za japonský národní tým v letech 1984-1986 celkem 3 reprezentační utkání.

## Statistiky
| Japonsko | Japonsko | Japonsko |
| Roky     | Záp.     | Góly     |
| -------- | -------- | -------- |
| 1984     | 1        | 0        |
| 1985     | 0        | 0        |
| 1986     | 2        | 0        |
| Celkem   | 3        | 0        |